# Зимові Олімпійські ігри 1992
Зимові Олімпійські ігри 1992 або XVI Зимові Олімпійські ігри — міжнародне спортивне змагання із зимових видів спорту, яке проходило під егідою Міжнародного олімпійського комітету у місті Альбервіль, Франція з 8 лютого по 23 лютого 1992 року.
На альбервільській олімпіаді українські спортсмени виступали в складі Об'єднаної команди. Олімпійськими чемпіонами стали фігурист Віктор Петренко та хокеїст Олексій Житник.

## Учасники
- Алжир  (4)
- Андорра  (5)
- Аргентина  (20)
- Австралія  (21)
- Австрія  (58)
- Бельгія  (5)
- Бермуди  (1)
- Болівія  (4)
- Бразилія  (7)
- Болгарія  (31)
- Канада  (109)
- Чилі  (5)
- Китай  (32)
- Коста-Рика  (4)
- Хорватія  (4)
- Кіпр  (4)
- Чехословаччина  (74)
- Данія  (6)
- Естонія  (19)
- Фінляндія  (62)
- Франція  (109)
- Німеччина  (111)
- Велика Британія  (49)
- Греція  (8)
- Гондурас  (1)
- Угорщина  (24)
- Ісландія  (5)
- Індія  (2)
- Ірландія  (4)
- Італія  (107)
- Ямайка  (5)
- Японія  (60)
- Північна Корея  (20)
- Південна Корея  (23)
- Латвія  (23)
- Ліван  (4)
- Ліхтенштейн  (7)
- Литва  (6)
- Люксембург  (1)
- Мексика  (20)
- Монако  (5)
- Монголія  (4)
- Марокко  (12)
- Нідерланди  (19)
- Нідерландські Антильські острови  (2)
- Нова Зеландія  (6)
- Норвегія  (80)
- Філіппіни  (1)
- Польща  (53)
- Пуерто-Рико  (6)
- Румунія  (23)
- Сан-Марино  (3)
- Сенегал  (2)
- Словенія  (27)
- Іспанія  (17)
- Свазіленд  (1)
- Швеція  (73)
- Швейцарія  (74)
- Китайський Тайбей  (8)
- Туреччина  (8)
- Об'єднана команда  (129)
- США  (147)
- Американські Віргінські Острови  (12)
- Югославія  (25)

## Медальний залік
Топ-10 неофіційного національного медального заліку:
| Місце | Країна            | Золото | Срібло | Бронза | Загалом |
| ----- | ----------------- | ------ | ------ | ------ | ------- |
| 1     | Німеччина         | 10     | 10     | 6      | 26      |
| 2     | Об'єднана команда | 9      | 6      | 8      | 23      |
| 3     | Норвегія          | 9      | 6      | 5      | 20      |
| 4     | Австрія           | 6      | 7      | 8      | 21      |
| 5     | США               | 5      | 4      | 2      | 11      |
| 6     | Італія            | 4      | 6      | 4      | 14      |
| 7     | Франція           | 3      | 5      | 1      | 9       |
| 8     | Фінляндія         | 3      | 1      | 3      | 7       |
| 9     | Канада            | 2      | 3      | 2      | 7       |
| 10    | Південна Корея    | 2      | 1      | 1      | 4       |